# 10 Neurotics
10 Neurotics è il decimo album in studio del gruppo darkwave/dark cabaret statunitense Black Tape for a Blue Girl, pubblicato nel 2009.

## Tracce
1. Sailor Boy
2. Inch Worm
3. Tell Me You've Taken Another
4. The Perfect Pervert
5. Marmalade Cat
6. Love Song
7. Rotten Zurich Cafe
8. Militärhymne
9. In Dystopia
10. The Pleasure in the Pain
11. I Strike You Down
12. Caught by a Stranger
13. Curious, Yet Ashamed
14. Love of the Father